# Attacco aereo del 12 luglio 2007 a Baghdad
L'attacco aereo del 12 luglio 2007 a Baghdad è stato un attacco aereo su Nuova Baghdad compiuto dall'Esercito degli Stati Uniti nei confronti di civili iracheni disarmati durante la Guerra in Iraq.
L'evento ha ricevuto l'attenzione internazionale dopo che nel 2010 WikiLeaks ne ha diffuso un video, definito Collateral Murder che riprende le parti cruciali dell'esecuzione, comprese le registrazioni vocali dei militari che hanno eseguito l'attacco e le comunicazioni dei loro superiori.

## Dinamica dell'esecuzione
Due elicotteri d'attacco statunitensi aprirono il fuoco su civili iracheni scambiandoli per sovversivi. Due fra i civili erano giornalisti e portavano con sé una grossa telecamera che venne scambiata per un lanciarazzi. Dopo il primo attacco gli elicotteri aprirono nuovamente il fuoco su un minivan che era venuto in soccorso dell'unico superstite, uccidendo lui e i soccorritori.
Al di là dell'incidente, oltre alla gravità dei fatti, il numero di perdite di vite e la brutalità degli eventi, quello che ha creato una forte indignazione nell'opinione pubblica è stata non solo la superficialità dell'operazione e la mancanza di requisiti per sferrare l'attacco (soprattutto quello verso i soccorritori) ma anche i dialoghi dei militari e le reazioni di compiacimento durante l'esecuzione.
Il rapporto dei militari statunitensi ha dichiarato che gli obbiettivi erano in possesso di fucili d'assalto, lanciarazzi e videocamere, ma dal video non emergono chiaramente armi.

## Conseguenze
Il video, pubblicato da WikiLeaks, era materiale classificato top secret ed è stato trafugato dall'allora soldato statunitense Bradley Manning mentre svolgeva il suo incarico di analista di intelligence. Manning, insieme a questo video ha sottratto migliaia di altri documenti riservati e, per tale motivo, è stata condannata a 35 anni di carcere con l'accusa di reato contro la sicurezza nazionale; successivamente le fu concessa la grazia dal presidente Obama.
Gli Stati Uniti hanno dichiarato che i giornalisti erano accompagnati da rivoltosi e che non avevano alcun indumento che permettesse ai militari statunitensi di essere riconosciuti come addetti alla stampa. Onde evitare nuovi incidenti hanno consigliato d'indossare indumenti riconoscibili e di comunicare alle autorità i propri spostamenti.